# Мама (картина)
«Мама» (азерб. Ana) — картина азербайджанского художника Тогрула Нариманбекова, написанная в 1966 году. На картине изображена старая женщина с иссечённым морщинами лицом. Моделью для портрета Тогрулу Нариманбекову послужила его няня.
Взгляд женщины, как пишет Григорий Анисимов, «устремлён куда-то вдаль, может быть, она думает о своём нелёгком прошлом. Но это гордое лицо освещено таким добрым сердечным светом, взгляд глаз такой мягкий и по-детски доверчивый, что увидев раз это лицо, запомнишь его на всю жизнь». Анисимов отмечает, что в этой картине Нариманбеков показывает образ романтический и вместе с тем реальный, далёкий от идей абстрактного гуманизма. Также подчёркивается, что в этой картине с большой определённостью проявилась позиция художника.
Сам автор, Тогрул Нариманбеков говорил о своей картине «Мама»:
В процессе работы характерные черты модели отошли на задний план, главным же я считал задачу психологической характеристики, убедительной трактовки внутреннего мира человека. Мне хотелось найти точный цветовой строй картины, соответствующий той задаче, которую я поставил перед собой. Мне хотелось найти ёмкую композицию и подчинить всю картину ведущей мысли, с которой, собственно, и началась вся работа. А мысль эта о том, что мама — средоточие лирики и трагедии мира, в ней я ощущаю сложную биографию человечества. Не только сложную, но и возвышенную. Мама — это символ всего доброго на земле. Может быть, это слишком громко сказано, но мне хотелось поточнее сказать о своем замысле.